# Tafaʻifa
Le titre de tafaʻifa était le plus haut titre de l'aristocratie samoane du XVIe au XIXe siècle. 

## Histoire
Du début du Xe siècle environ jusqu'au début ou au milieu du XIIIe, les Samoa sont sous domination tongienne. Après l'émancipation des Samoa au XIIIe siècle, le pouvoir principal y demeure un temps celui des Tui Manuʻa, dynastie de la partie orientale de l'archipel. Petit à petit toutefois, le pouvoir glisse vers l'ouest.
D'après la tradition orale, la « prêtresse-guerrière » Nāfanua à la fin du XVe siècle ou au début du XVIe aurait unifié en sa personne, et par une victoire militaire, les quatre plus hauts titres de chefs alors existants dans (la partie occidentale de) l'archipel, les quatre titres papa : Gatoaʻitele, Tamasoaliʻi, Tui Aʻana, et Tui Atua. Elle les lègue à sa 'mentor' Levalasi Soʻoaʻemalelagi, qui les refuse un temps puis les accepte. Par la suite, ces titres reviennent à la nièce de cette dernière, vers le début du XVe siècle : Salamasina, fille de Tamalelagi, le Tui Aʻana, et de Vaetoeifaga, princesse tongienne fille du Tuʻi Tonga Kauʻulufonua Ier. Salamasina serait la première tafaʻifa reconnue formellement comme telle.
L'histoire des siècles qui suivent est parcellaire. Le titre en soi n'est pas héréditaire : il repose sur l'obtention des quatre titres dont il dépend, et dont la succession peut être contestée par différents héritiers potentiels. Fonoti aurait été un tafaʻifa dans la première partie du XVIIe siècle. Iʻamafana est tafaʻifa à la fin du XVIIIe siècle. Il choisit Malietoa Vainuʻupo pour lui succéder à sa mort en 1802, mais cette succession est contestée. Durant un quart de siècle, le titre est vacant, jusqu'à ce que Tamafaiga s'en empare par la guerre en 1827 ou 1828. En 1829, il est assassiné, et Malietoa Vainuʻupo s'en empare à l'issue d'une brève guerre brutale. Il se convertit au christianisme après l'arrivée du missionnaire John Williams en 1830. Sa conversion entraîne celle de la majeure partie de l'archipel. Il meurt en 1841, et lègue ses divers titres à trois chefs différents, de sorte qu'aucun ne soit tafaʻifa,.
Il n'aura jamais de successeur. Le titre tombe en désuétude alors que les Allemands, les Américains et les Britanniques se disputent l'influence prépondérante sur l'archipel, et instrumentassent les rivalités entre chefs autochtones. Dans le même temps, d'autres titres de chefs ont pris de l'importance par rapport aux titres papa ; les quatre nouveaux titres les plus influents sont les titres tama ʻaiga. Une tentative de bâtir une monarchie samoane sur le modèle occidental, sans lien au titre tafaʻifa et soumise aux intérêts occidentaux, avorte. En 1899, un accord tripartite entre les trois puissances occidentales partage les Samoa en deux colonies : l'une allemande à l'ouest, l'autre américaine à l'est. L'indépendance des Samoa occidentales en 1962 voit l'établissement d'une forme de monarchie cérémonielle, mais ancrée dans les titres tama ʻaiga.

## Spécificités
Les visiteurs occidentaux aux XVIIIe et XIXe siècles qualifient volontiers le tafaʻifa de « roi », mais le titre n'est en fait institué d'aucune autorité inhérente. L'autorité d'un(e) tafaʻifa découle de chacun des titres distincts qu'il porte (Gatoaʻitele, Tamasoaliʻi, Tui Aʻana, et Tui Atua) ; les porter tous ne lui donne pas accès à des prérogatives supplémentaires. Il n'existe pas de concept autochtone de monarchie aux Samoa, où « le pouvoir réside au niveau du nuʻu (village) », les villages étant des « entités politiques autonomes » durant l'ère pré-coloniale,.